# Свазиленд на летних Олимпийских играх 1992
Свазиленд принимал участие в Летних Олимпийских играх 1992 года в Барселоне (Испания) в четвёртый раз за свою историю, но не завоевал ни одной медали.